# Освальдо Валенті
Освальдо Валенті (італ. Osvaldo Valenti; 17 лютого 1906 — 30 квітня 1945) — італійський кіноактор. Валенті знявся в кількох успішних італійських фільмах кінця 1930-х і початку 1940-х років, таких як знамениті «Залізна корона» та «Вечеря блазня». З 1928 по 1945 рік він знявся у понад 50 фільмах. Він і його кохана Луїза Феріда були страчені партизанами в Мілані, Італія, через їх зв'язки з фашизмом. Їхня історія була описана у фільмі «Дика кров» 2008 року.

## Біографія
Освальдо Валенті народився в Константинополі в Османській імперії, у родині сицилійського торговця килимами та заможної ліванки грецького походження.
У 1915 році родина виїхала з Туреччини до Італії, оселившись спочатку в Бергамо, а потім у Мілані. Він відвідував середню школу у Санкт-Галлені (Швейцарія) та Вюрцбурзі (Баварія), а згодом вступив на юридичний факультет Міланського католицького університету. 
Через два роки він покинув університет і поїхав жити спочатку до Парижа, а потім до Берліна, де дебютував як актор, виконавши роль другого плану в німецькій німій драмі «Угорська рапсодія» режисера Ганнса Шварца (1928).
На початку 1930-х він повернувся до Італії та працював з режисерами Маріо Боннардом («П'ять до нуля», 1932) та Амлето Палермі («Щасливе життя», 1933 та «Створіння ночі», 1934).
У 1935 році Валенті познайомився з відомим кінорежисером Алессандро Блазетті, який дав йому роль у комедійному фільмі «Графиня Пармська» (1937). Валенті зіграв роль Гі де ла Мотта у фільмі «Етторе Ф'єрамоска» Блазетті (1938), отримавши вдячність як критиків, так і публіки. Успіх фільму дозволив йому знятися в багатьох успішних фільмах і бути затребуваним багатьма провідними режисерами. У 1939 році під час роботи над «Пригодою Сальватора Рози» (1940) він познайомився з актрисою Луїзою Ферідою. У пари зав'язалися романтичні стосунки, у них народився син Кім, який помер через 4 дні після народження. 

## Друга світова війна
Після падіння фашистського режиму в 1943 році Валенті приєднався до Республіки Сало і переїхав до Венеції разом зі своєю коханою Луїзою Феріда, відмовившись від контракту на два фільми, які знімалися в Іспанії на початку 1944 року.
Кінематографічна діяльність відновилася у Венеції на кіностудії Cinevillaggio, створеній міністром народної культури Італійської Соціальної Республіки Фернандо Меццасома. У 1944 році Валенті знявся у своєму останньому фільмі П'єро Баллеріні «Fatto di cronaca».
Потім Валенті та Феріда переїхали до Болоньї. У квітні 1944 року Освальдо приєднався, у званні лейтенанта, до Decima Flottiglia MAS, елітного загону десантників під керівництвом Юніо Валеріо Боргезе. Потім пара переїхала до Мілана. Під час визволення міста 25 квітня 1945 року вони були заарештовані учасниками італійського Опору і через 5 днів розстріляні без суду. Коли їх стратили, Феріда чекала ще одну дитину. Вони поховані на цвинтарі Cimitero Maggiore di Milano.

## Часткова фільмографія
- Угорська рапсодія (нім. Ungarische Rhapsodie, 1928) – фенрих
- П'ять до нуля (італ. Cinque a zero, 1932) – Баренгі
- La signorina dell'autobus (1933) – Джакомо
- La fortuna di zanze (1933)
- Хлопчик (італ. Ragazzo, 1934) – злочинець
- Створіння ночі (італ. Creature della notte, 1934)
- Танець часу (італ. La danza delle lancette, 1936)
- Графиня Пармська (італ. La contessa di Parma, 1936) – герцог Фадда
- Королева Скала (італ. Regina della Scala, 1937)
- Mia moglie si diverte (1938) – Томмі Болден
- Етторе Ф'єрамоска (італ. Ettore Fieramosca, 1938) – Гі де ла Мотт
- La signora di Montecarlo (1938)
- Тисяча лір на місяць (італ. Mille lire al mese, 1939) – Габріеле Короді
- Вдова (італ. La vedova, 1939) – художниця Падуя
- Венеційський пекар (італ. Il fornaretto di Venezia, 1939) – Альвізе Дуодо
- Безумство (італ. Frenesia, 1939) – Сігфрідо
- Ураган у тропіках (італ. Uragano ai tropici, 1939) – лейтенант Регуеро
- Пригоди Сальватора Рози (Un'avventura di Salvator Rosa, 1939) – Ламберто д'Арко
- Una lampada alla finestra (1940) – Дік
- Fanfulla da Lodi (1940) – Франко ді Генова
- Любовна пастка (італ. Trappola d'amore, 1940) – граф Бразей
- Антоніо Меуччі (італ. Antonio Meucci, 1940) – Джузеппе Гарібальді Джоване
- Поза межами кохання (італ. Oltre l'amore, 1940) – Лівіо Сабеллі
- Покинутий (італ. Abbandono, 1940) – Леонард
- Боккаччо (італ. Boccaccio, 1940) – Берто
- La leggenda azzurra (1940) – L'ufficiale straniero
- Забудькувата тітка (італ. La zia smemorata, 1940) – Паоло Равеллі
- Капітан Фракасса (італ. Capitan Fracassa, 1940) – герцог Руджеро Валломброза
- I pirate del golfo (1940)
- Ідилія в Будапешті (італ. Idillio a Budapest, 1941) – Шандор
- «Джуліано Медічі» (1941) – Франческіно де Пацці
- Король Англії не заплатить (італ. Il re d'Inghilterra non paga, 1941) – Другий Антелесі
- Залізна корона (італ. La corona di ferro, 1941) – Еріберто
- Беатріче Ченчі (італ. Beatrice Cenci, 1941) – Джакомо Ченчі
- «Дон Буонапарте» (1941) – Мазо
- Маска Чезаре Борджіа (італ. La maschera di Cesare Borgia, 1941) – Чезаре Борджіа
- Таємний коханець (італ. L'amante segreta, 1941) – Валентині
- Перше кохання (італ. Primo amore, 1941) – Джованніно Каф'єро
- Il vetturale del San Gottardo (1941) – Мортенс
- La sonnambula (1941) – Il conte Osvaldo Merola
- Sancta Maria (1942) – Джек
- Вечеря блазня (італ. La cena delle beffe, 1942) – Джаннетто Малеспіні
- Дві сироти (італ. Le due orfanelle, 1942) – П’єтро
- Спляча красуня (італ. La bella addormentata, 1942) – Дон Вінченцо Карамандола
- Orizzonte di sangue (1942) – Аліосія
- Федора (італ. Fedora, 1942) – Владимиро Яріскіне
- Луїза Санфеліче (італ. Luisa Sanfelice, 1942) – Нельсон
- Piazza San Sepolcro (1942) – Наполеон да Джоване
- Лицарі пустелі (італ. I cavalieri del deserto, 1942) – капітан Серра
- Останні флібустьєри (італ. Gli ultimi filibustieri, 1943) – Рамон де ла Сьєрра
- Долина диявола (італ. La valle del diavolo, 1943) – барон Рідер
- Гарлем (італ. Harlem, 1943) – Кріс Шерман
- Енріко IV (італ. Enrico IV, 1943) – гурцог Енріко Ді Ноллі / Енріко IV
- Корчмар (італ. La locandiera, 1944) – лицар Ріпафратта
- Fatto di cronaca (1945) — П'єро Баллеріні